# Sustagen
Sustagen — торговая марка пищевых добавок, доступных как в готовой к употреблению, так и в порошкообразной форме, принадлежащая компании Nestlé и включающая продукты для людей с особыми диетическими потребностями, например, без глютена, с низким содержанием лактозы, высоким содержанием клетчатки, высоким содержанием белка или с добавлением пробиотиков. Также выпускается линейка Optifast Nutrition, которая включает в себя коктейли для похудения.

## Талисманы
Сьюзи (Susy) и Гено (Geno) являлись талисманами Sustagen в детской форме с середины—конца 1980-х годов по конец 1990-х годов. Позже талисманы были возрождены дважды: в 2008 году (soft revived) и во взрослой форме в 2013 году.

## Разновидности
Продукт выпускается в пяти разновидностях:
- Sustagen Ready To Drink: предварительно смешан с молоком и продаётся фирмой Tetra Pak в четырёх вкусах: Dutch Chocolate, Mega Choc, French Vanilla и Mocha Choc.
- Sustagen Ready To Mix: в порошкообразном виде для смешивания с молоком или водой. Продаётся в банке в трёх вкусах: Dutch Chocolate, French Vanilla и Mocha Choc.
- Sustagen Sport: специальная спортивная формула, продаётся в порошкообразном виде для смешивания с молоком или водой. Продаётся в банке в двух вкусах: Chocolate и Vanilla. Имеет чрезвычайно высокое содержание белка.
- Sustagen Hospital Formula: специальная больничная формула, продаётся в порошкообразном виде для смешивания с молоком или водой. Продаётся в трёх различных вариантах: Chocolate, Vanilla и Unflavoured Neutral.
- Sustagen Plus Fibre: специальная больничная формула с добавлением пищевых волокон, продаётся в порошкообразном виде для смешивания с молоком или водой. Продаётся в банке в двух вкусах: Chocolate и Vanilla.
- Sustagen Junior: детские смеси для детей от 1 до 3 лет.
- Sustagen Kid: для детей дошкольного возраста (от 3 до 6 лет).
- Sustagen School: для детей школьного возраста (от 6 лет).
- Sustagen Premium: смесь для взрослых на Филиппинах со вкусами Choco и Vanilla.

## СМИ
- Sustagen начал сниматься в рекламе, когда по совету диетологов стал одним из предметов, отправленных по трубе шахтёрам Бранту Уэббу (Brant Webb) и Тодду Расселу (Todd Russell) во время обрушения шахты в Беконсфилде в 2006 году[2]. Рассел, однако, позже пошутил в разговоре с Эдди Макгуайром (Eddie McGuire): «Я бы не стал кормить этой добавкой свою собаку» (англ. «That Sustagen, I wouldn't feed it to my dog»)[3], ссылаясь на то, что они получили версию продукта больничного класса, которая более питательна.
- В 2006 году бренд Sustagen подписал спонсорский контракт с радиосетью Austereo (предшественницей Southern Cross Austereo) в Австралии, которая продвигала бренд в подкастах радиопрограмм сети[4].